# Lední hokej na Zimních olympijských hrách 2006 – soupiska muži
Mužského turnaje v ledním hokeji na Zimních olympijských hrách 2006 (včetně kvalifikace) se zúčastnilo celkem 12 národních týmů. Hrál se od 10. do 26. února v Turíně.

## Medailisté

### Soupiska švédského týmu
- Trenéři Bengt-Åke Gustafsson

| Brankáři | Stefan Liv          | HV71                |
|          | Henrik Lundqvist    | New York Rangers    |
|          | Mikael Tellqvist    | Toronto Maple Leafs |
| Obránci  | Christian Bäckman   | St. Louis Blues     |
|          | Niclas Hävelid      | Atlanta Thrashers   |
|          | Kenny Jönsson       | Rögle BK            |
|          | Niklas Kronwall     | Detroit Red Wings   |
|          | Nicklas Lidström A  | Detroit Red Wings   |
|          | Mattias Öhlund      | Vancouver Canucks   |
|          | Ronnie Sundin       | Frölunda HC         |
|          | Daniel Tjärnqvist   | Minnesota Wild      |
| Útočníci | Daniel Alfredsson A | Ottawa Senators     |
|          | Per-Johan Axelsson  | Boston Bruins       |
|          | Peter Forsberg      | Philadelphia Flyers |
|          | Mika Hannula        | HV71                |
|          | Tomas Holmström     | Detroit Red Wings   |
|          | Jörgen Jönsson      | Färjestads BK       |
|          | Fredrik Modin       | Tampa Bay Lightning |
|          | Samuel Påhlsson     | Anaheim Ducks       |
|          | Mikael Samuelsson   | Detroit Red Wings   |
|          | Daniel Sedin        | Vancouver Canucks   |
|          | Henrik Sedin        | Vancouver Canucks   |
|          | Mats Sundin C       | Toronto Maple Leafs |
|          | Henrik Zetterberg   | Detroit Red Wings   |

### Soupiska finského týmu
- Trenéři Erkka Westerlund

| Brankáři | Niklas Bäckström  | Oulun Kärpät            |
|          | Antero Niittymäki | Philadelphia Flyers     |
|          | Fredrik Norrena   | Linköpings HC           |
| Obránci  | Aki Berg          | Toronto Maple Leafs     |
|          | Toni Lydman       | Buffalo Sabres          |
|          | Antti-Jussi Niemi | Frölunda HC             |
|          | Petteri Nummelin  | HC Lugano               |
|          | Teppo Numminen    | Buffalo Sabres          |
|          | Sami Salo         | Vancouver Canucks       |
|          | Kimmo Timonen     | Nashville Predators     |
|          | Lasse Kukkonen    | Oulun Kärpät            |
| Útočníci | Niklas Hagman     | Dallas Stars            |
|          | Jukka Hentunen    | HC Lugano               |
|          | Jussi Jokinen     | Dallas Stars            |
|          | Olli Jokinen      | Florida Panthers        |
|          | Niko Kapanen      | Dallas Stars            |
|          | Mikko Koivu       | Minnesota Wild          |
|          | Saku Koivu        | Montreal Canadiens      |
|          | Antti Laaksonen   | Colorado Avalanche      |
|          | Jere Lehtinen     | Dallas Stars            |
|          | Ville Nieminen    | New York Rangers        |
|          | Ville Peltonen    | HC Lugano               |
|          | Jarkko Ruutu      | Vancouver Canucks       |
|          | Teemu Selänne     | Mighty Ducks of Anaheim |

### Soupiska českého týmu
- Trenéři Alois Hadamczik, Mojmír Trličík, Ondřej Weissmann

| Brankáři | Milan Hnilička    | Bílí Tygři Liberec    |
|          | Dominik Hašek     | Ottawa Senators       |
|          | Tomáš Vokoun      | Nashville Predators   |
|          | Dušan Salfický    | Chimik Voskresensk    |
| Obránci  | Filip Kuba        | Minnesota Wild        |
|          | František Kaberle | Carolina Hurricanes   |
|          | Pavel Kubina      | Tampa Bay Lightning   |
|          | Marek Malík       | New York Rangers      |
|          | Jaroslav Špaček   | Edmonton Oilers       |
|          | Marek Židlický    | Nashville Predators   |
|          | Tomáš Kaberle     | Toronto Maple Leafs   |
| Útočníci | Jan Bulis         | Montreal Canadiens    |
|          | Petr Čajánek      | St. Louis Blues       |
|          | Martin Erat       | Nashville Predators   |
|          | Patrik Eliáš      | New Jersey Devils     |
|          | Milan Hejduk      | Colorado Avalanche    |
|          | Aleš Hemský       | Edmonton Oilers       |
|          | Jaromír Jágr      | New York Rangers      |
|          | Aleš Kotalík      | Buffalo Sabres        |
|          | Robert Lang C     | Detroit Red Wings     |
|          | Rostislav Olesz   | Florida Panthers      |
|          | Václav Prospal    | Tampa Bay Lightning   |
|          | Martin Ručinský   | New York Rangers      |
|          | Martin Straka     | New York Rangers      |
|          | David Výborný     | Columbus Blue Jackets |

### Soupiska ruského týmu
- Trenéři Vladimír Krikunov

| Brankáři | Maxim Sokolov       | SKA Petrohrad           |
|          | Jevgenij Nabokov    | San Jose Sharks         |
|          | Ilja Bryzgalov      | Mighty Ducks of Anaheim |
| Obránci  | Andrej Markov       | Montreal Canadiens      |
|          | Vitalij Višněvskij  | Mighty Ducks of Anaheim |
|          | Darjus Kasparajtis  | New York Rangers        |
|          | Fjodor Ťutin        | New York Rangers        |
|          | Daniil Markov       | Nashville Predators     |
|          | Anton Volčenkov     | Ottawa Senators         |
|          | Sergej Gončar       | Pittsburgh Penguins     |
|          | Sergej Žukov        | Lokomotiv Jaroslavl     |
| Útočníci | Ilja Kovalčuk       | Atlanta Thrashers       |
|          | Pavel Dacjuk        | Detroit Red Wings       |
|          | Alexej Kovaljov     | Montreal Canadiens      |
|          | Alexandr Ovečkin    | Washington Capitals     |
|          | Alexej Jašin C      | New York Islanders      |
|          | Viktor Kozlov       | New Jersey Devils       |
|          | Alexandr Frolov     | Los Angeles Kings       |
|          | Jevgenij Malkin     | Metallurg Magnitogorsk  |
|          | Maxim Afinogenov    | Buffalo Sabres          |
|          | Alexandr Charitonov | HC Dynamo Moskva        |
|          | Alexandr Koroljuk   | Viťaz Čechov            |
|          | Maxim Sušinskij     | HC Dynamo Moskva        |
|          | Andrej Taraťjuchin  | Lokomotiv Jaroslavl     |
|          | Ivan Něprjajev      | Lokomotiv Jaroslavl     |

### Soupiska slovenského týmu
- Trenéři František Hossa, Ján Jaško, Jerguš Bača

| Brankáři | Peter Budaj       | Colorado Avalanche    |
|          | Karol Križan      | MODO Hockey           |
|          | Ján Lašák         | HC Moeller Pardubice  |
| Obránci  | Zdeno Chára       | Boston Bruins         |
|          | Milan Jurčina     | Boston Bruins         |
|          | Ivan Majeský      | Washington Capitals   |
|          | Andrej Meszároš   | Ottawa Senators       |
|          | Martin Štrbák     | CSKA Moskva           |
|          | Ľubomír Višňovský | Los Angeles Kings     |
|          | Radoslav Suchý    | Columbus Blue Jackets |
| Útočníci | Ľuboš Bartečko    | Luleå HF              |
|          | Peter Bondra      | Atlanta Thrashers     |
|          | Pavol Demitra –   | Los Angeles Kings     |
|          | Marián Gáborík    | Minnesota Wild        |
|          | Marcel Hossa      | New York Rangers      |
|          | Marián Hossa      | Atlanta Thrashers     |
|          | Richard Kapuš     | Metallurg Novokuzněck |
|          | Ronald Petrovický | Atlanta Thrashers     |
|          | Tomáš Surový      | Pittsburgh Penguins   |
|          | Miroslav Šatan    | New York Islanders    |
|          | Jozef Stümpel     | Florida Panthers      |
|          | Marek Svatoš      | Colorado Avalanche    |
|          | Richard Zedník    | Montreal Canadiens    |

### Soupiska švýcarského týmu
- Trenéři Ralph Krueger

| Brankáři | David Aebischer       | Colorado Avalanche  |
|          | Martin Gerber         | Carolina Hurricanes |
| Obránci  | Goran Bezina          | Ženeva-Servette HC  |
|          | Severin Blindenbacher | ZSC Lions           |
|          | Beat Forster          | ZSC Lions           |
|          | Steve Hirschi         | HC Lugano           |
|          | Olivier Keller        | EHC Basel           |
|          | Mathias Seger         | ZSC Lions           |
|          | Mark Streit           | Montreal Canadiens  |
|          | Julien Vauclair       | HC Lugano           |
| Útočníci | Andres Ambühl         | HC Davos            |
|          | Flavien Conne         | HC Lugano           |
|          | Patrick Della Rossa   | EV Zug              |
|          | Paul di Pietro        | EV Zug              |
|          | Fischer Patrick       | EV Zug              |
|          | Sandy Jeannin         | HC Lugano           |
|          | Marcel Jenni          | Kloten Flyers       |
|          | Romano Lemm           | Kloten Flyers       |
|          | Thierry Paterlini C   | ZSC Lions           |
|          | Martin Plüss          | Frölunda HC         |
|          | Ivo Rüthemann         | SC Bern             |
|          | Adrian Wichser        | ZSC Lions           |

### Soupiska kanadského týmu
- Trenéři Pat Quinn

| Brankáři | Martin Brodeur     | New Jersey Devils     |
|          | Roberto Luongo     | Florida Panthers      |
|          | Marty Turco        | Dallas Stars          |
| Obránci  | Rob Blake          | Colorado Avalanche    |
|          | Jay Bouwmeester    | Florida Panthers      |
|          | Adam Foote         | Columbus Blue Jackets |
|          | Bryan McCabe       | Toronto Maple Leafs   |
|          | Chris Pronger      | Edmonton Oilers       |
|          | Wade Redden        | Ottawa Senators       |
|          | Robyn Regehr       | Calgary Flames        |
| Útočníci | Todd Bertuzzi      | Vancouver Canucks     |
|          | Shane Doan         | Phoenix Coyotes       |
|          | Kris Draper        | Detroit Red Wings     |
|          | Simon Gagné        | Philadelphia Flyers   |
|          | Dany Heatley       | Ottawa Senators       |
|          | Jarome Iginla      | Calgary Flames        |
|          | Vincent Lecavalier | Tampa Bay Lightning   |
|          | Rick Nash          | Columbus Blue Jackets |
|          | Brad Richards      | Tampa Bay Lightning   |
|          | Joe Sakic C        | Colorado Avalanche    |
|          | Ryan Smyth         | Edmonton Oilers       |
|          | Martin St. Louis   | Tampa Bay Lightning   |
|          | Joe Thornton       | San Jose Sharks       |

### Soupiska amerického týmu
- Trenéři Peter Laviolette

| Brankáři | Rick DiPietro      | New York Islanders  |
|          | Robert Esche       | Philadelphia Flyers |
|          | John Grahame       | Tampa Bay Lightning |
| Obránci  | Chris Chelios      | Detroit Red Wings   |
|          | Derian Hatcher     | Philadelphia Flyers |
|          | Jordan Leopold     | Calgary Flames      |
|          | John-Michael Liles | Colorado Avalanche  |
|          | Aaron Miller       | Los Angeles Kings   |
|          | Brian Rafalski     | New Jersey Devils   |
|          | Mathieu Schneider  | Detroit Red Wings   |
| Útočníci | Jason Blake        | New York Islanders  |
|          | Erik Cole          | Carolina Hurricanes |
|          | Craig Conroy       | Los Angeles Kings   |
|          | Chris Drury        | Buffalo Sabres      |
|          | Brian Gionta       | New Jersey Devils   |
|          | Scott Gomez        | New Jersey Devils   |
|          | Bill Guerin        | Dallas Stars        |
|          | Mike Knuble        | Philadelphia Flyers |
|          | Mike Modano        | Dallas Stars        |
|          | Mark Parrish       | New York Islanders  |
|          | Brian Rolston      | Minnesota Wild      |
|          | Keith Tkachuk      | St. Louis Blues     |
|          | Doug Weight        | St. Louis Blues     |

### Soupiska kazachstánského týmu
- Trenéři Nikolay Myshagin, Gennadiy Tsygurov

| Brankáři | Kirill Zinovyev      | Barys Astana               |
|          | Vitali Kolesnik      | Colorado Avalanche         |
|          | Vitali Yeremeyev     | OHK Dynamo Moskva          |
| Obránci  | Alexei Vasilchenko   | CHK Neftěchimik Nižněkamsk |
|          | Vladimir Antipin     | Chimik Voskresensk         |
|          | Oleg Kovalenko       | Torpedo Usť-Kamenogorsk    |
|          | Jevgenij Blokhin     | HK MVD Tver                |
|          | Andrey Savenkov      | Torpedo Usť-Kamenogorsk    |
|          | Denis Shemelin       | CHK Neftěchimik Nižněkamsk |
|          | Jevgenij Pupkov      | SKA Petrohrad              |
|          | Alexei Koledayev     | Sibir Novosibirsk          |
|          | Artyom Argokov       | Metallurg Novokuzněck      |
| Útočníci | Alexander Koreshkov  | Torpedo Usť-Kamenogorsk    |
|          | Konstantin Shafranov | Křídla Sovětů Moskva       |
|          | Jevgenij Koreškov    | Torpedo Usť-Kamenogorsk    |
|          | Dmitri Dudarev       | Ak Bars Kazaň              |
|          | Andrey Ogorodnikov   | Torpedo Usť-Kamenogorsk    |
|          | Andrey Pchelyakov    | Křídla Sovětů Moskva       |
|          | Andrey Samokhvalov   | Chimik Voskresensk         |
|          | Sergey Alexandrov    | Torpedo Usť-Kamenogorsk    |
|          | Dmitri Upper         | CSKA Moskva                |
|          | Andrey Trochshinskiy | Torpedo Usť-Kamenogorsk    |
|          | Fyodor Polishuk      | SKA Petrohrad              |
|          | Nikolai Antropov     | Toronto Maple Leafs        |

### Soupiska německého týmu
- Trenéři Uwe Krupp, Ernst Hofner, Klaus Merk

| Brankáři | Olaf Kölzig        | Washington Capitals |
|          | Thomas Greiss      | Kölner Haie         |
|          | Robert Müller      | Krefeld Pinguine    |
| Obránci  | Robert Leask       | Eisbären Berlín     |
|          | Sascha Goc         | Hannover Scorpions  |
|          | Christian Ehrhoff  | San Jose Sharks     |
|          | Christoph Schubert | Ottawa Senators     |
|          | Stefan Schauer     | Nürnberg Ice Tigers |
|          | Andreas Renz       | Kölner Haie         |
|          | Alexander Sulzer   | Düsseldorfer EG     |
|          | Dennis Seidenberg  | Phoenix Coyotes     |
| Útočníci | Sven Felski        | Eisbären Berlín     |
|          | Stefan Ustorf      | Eisbären Berlín     |
|          | Daniel Kreutzer    | Düsseldorfer EG     |
|          | Alexander Bárta    | Hamburg Freezers    |
|          | Tomáš Martinec     | Nürnberg Ice Tigers |
|          | Eduard Lewandowski | Kölner Haie         |
|          | Florian Busch      | Eisbären Berlín     |
|          | Klaus Kathan       | Düsseldorfer EG     |
|          | Sebastian Furchner | Kölner Haie         |
|          | Marcel Goc         | San Jose Sharks     |
|          | Lasse Kopitz       | Kölner Haie         |
|          | Petr Fical         | Nürnberg Ice Tigers |
|          | Tino Boos          | Kölner Haie         |

### Soupiska italského týmu
- Trenéři Michel Goulet, Ron Ivany, Fabio Polloni

| Brankáři | Jason Muzzatti       | HC Bolzano        |
|          | Günther Hell         | HC Bolzano        |
|          | Rene Baur            | EV Brunico        |
| Obránci  | Carter Trevisani     | Asiago Hockey AS  |
|          | Michele Strazzabosco | HC Milano         |
|          | Bob Nardella         | Rockford IceHogs  |
|          | Florian Ramoser      | HC Bolzano        |
|          | André Signoretti     | SG Cortina        |
|          | Carlo Lorenzi        | Alleghe Hockey    |
|          | Armin Helfer         | HC Milano         |
|          | Christian Borgatello | HC Milano         |
| Útočníci | Stefan Zisser        | HC Bolzano        |
|          | Giorgio de Bettin    | SG Cortina        |
|          | Giulio Scandella     | Asiago Hockey AS  |
|          | John Parco           | Asiago Hockey AS  |
|          | Anthony Iob          | EC KAC Klagenfurt |
|          | Nicola Fontanive     | Alleghe Hockey    |
|          | Giuseppe Busillo     | HC Milano         |
|          | Stefano Margoni      | HC Bolzano        |
|          | Mario Chitarroni     | HC Milano         |
|          | Lucio Topatigh       | Asiago Hockey AS  |
|          | Manuel de Toni       | Alleghe Hockey    |
|          | Tony Tuzzolino       | MODO Hockey       |
|          | Jason Cirone         | Asiago Hockey AS  |
|          | Luca Ansoldi         | Ritten Sport      |

### Soupiska lotyšského týmu
- Trenéři Leonīds Beresnevs, Oļegs Znaroks, Harijs Vītoliņš

| Brankáři | Artūrs Irbe           | EC Red Bull Salzburg    |
|          | Sergejs Naumovs       | Chimik Voskresensk      |
|          | Edgars Masaļskis      | Něfťanik Almetěvsk      |
| Obránci  | Rodrigo Laviņš        | Brynas IF Gavle         |
|          | Arvīds Reķis          | Augsburger Panther      |
|          | Agris Saviels         | Torpedo Nižnij Novgorod |
|          | Kārlis Skrastiņš      | Colorado Avalanche      |
|          | Sandis Ozoliņš        | Anaheim Mighty Ducks    |
|          | Georgijs Pujacs       | HK Riga 2000            |
|          | Atvars Tribuncovs     | Mora IK                 |
|          | Krišjānis Rēdlihs     | Albany River Rats       |
| Útočníci | Ģirts Ankipāns        | HK Riga 2000            |
|          | Vladimirs Mamonovs    | Liepajas Metalurgs      |
|          | Herberts Vasiļjevs    | Krefeld Pinguine        |
|          | Grigorijs Panteļejevs | EV Zug                  |
|          | Leonīds Tambijevs     | EHC Basel               |
|          | Māris Ziediņš         | Stockton Thunders       |
|          | Aleksandrs Ņiživijs   | Torpedo Nižnij Novgorod |
|          | Armands Bērziņš       | HK Riga 2000            |
|          | Miķelis Rēdlihs       | IF Björklöven           |
|          | Aleksandrs Semjonovs  | Malmö Redhawks          |
|          | Aigars Cipruss        | HK Riga 2000            |
|          | Mārtiņš Cipulis       | HK Riga 2000            |